# سيغ رومان
ليونيل رويس، من مواليد 11 أكتوبر 1884، وتوفي بتاريخ 14 فبراير 1967، وهو ممثل سينمائي أمريكي، شارك في عدة أفلام، ومنها فيلم اعترافات جاسوس نازي.